# John Iffert
John Curtis Iffert (ur. 23 listopada 1967 w Du Quoin) – amerykański duchowny katolicki, biskup diecezjalny Covington od 2021.

## Życiorys

### Prezbiterat
Święcenia kapłańskie otrzymał 7 czerwca 1997 i został inkardynowany do diecezji Belleville. Po sześciu latach pracy duszpasterskiej wstąpił do zakonu dominikanów i w 2004 złożył w nim pierwsze śluby. W 2008 opuścił zakon i powrócił do macierzystej diecezji. Pracował nadal głównie jako duszpasterz parafialny, był też m.in. współwikariuszem ds. duchowieństwa (2014–2020) oraz wikariuszem generalnym diecezji (2020–2021).

### Episkopat
13 lipca 2021 papież Franciszek mianował go biskupem diecezjalnym Covington. Sakry udzielił mu 30 września 2021 metropolita Louisville – arcybiskup Joseph Kurtz.